# Fellows (Californie)
Pour les articles homonymes, voir Fellows.
Fellows est une census-designated place du comté de Kern, dans l'État de Californie, aux États-Unis,. En 2020, elle compte une population de 52 habitants.